# Colpomenia
A Colpomenia a sárgásmoszatok (Stramenopila) törzsének egyik nemzetsége.

## Rendszerezés
A nemzetségbe az alábbi 12 faj tartozik:
- Colpomenia bullosa (D.A.Saunders) Yamada, 1948
- Colpomenia claytoniae S.M.Boo, K.M.Lee, G.Y.Cho & W.Nelson, 2011
- Colpomenia durvillei (Bory de Saint-Vincent) M.E.Ramírez, 1991
- Colpomenia ecuticulata M.J.Parsons, 1982
- Colpomenia expansa (De A.Saunders) Y.-P.Lee, 2008
- Colpomenia mollis W.R.Taylor, 1945
- Colpomenia nainativensis Durairatnam, 1962
- Colpomenia peregrina Sauvageau, 1927
- Colpomenia ramosa W.R.Taylor, 1945
- Colpomenia sinuosa (Mertens ex Roth) Derbès & Solier, 1851 - típusfaj
- Colpomenia tuberculata De A.Saunders, 1898
- Colpomenia wynnei K.M.Lee, R.Riosmena-Rodriguez, K.Kogame & S.M.Boo, 2014

### Kérdéses taxonok
Az alábbi egy taxon idetartozása kérdéses:
- Colpomenia bullosa (D.A.Saunders) C.K.Tseng & P.L.Cheng, 1954